# Habibullah Kalakānī
Habibullāh Kalakāni, detto anche Habibullah Ghazi (Kalakan, 1870 o 19 gennaio 1890 – Kabul, 3 novembre 1929), è stato un emiro afghano, noto anche col soprannome "Bacha-i-Saqao".

## Biografia

### I primi anni
Di etnia tagica, prese il cognome dal villaggio di nascita, a nord di Kabul. Suo padre era un portatore d'acqua, motivo per cui gli venne affibbiato il soprannome di "Saqao". In giovane età ebbe modo di imparare il Corano a memoria.
Nelle sue memorie, Kalakani disse che la casa nel suo villaggio natio era "miserabile" e che egli "ne soffriva". All'età di 14 anni, lasciò la propria casa per portarsi a Kabul col suo cavallo e con gli amici Nur e Jamal. Successivamente, si unì all'esercito di re Amanullah Khan e combatté nella terza guerra anglo-afghana e contro la rivolta di Khost del 1924. Durante quest'ultima guerra divenne ufficiale e si dinstinse nella soppressione degli insorti. Ad ogni modo, decise poi di disertare, e dopo aver lavorato per qualche tempo a Peshawar si spostò a Parachinar dove venne arrestato e condannato a undici mesi di prigione dagli inglesi.
Kalakani si diede quindi al brigantaggio, dedicandosi anche alla viticoltura ed alla produzione di legna da ardere presso i Kuhdamani, vivendo anche di furti a carovane e nei villaggi vicini. Divenne amico di Sayyid Husayn e Malik Muhsin che si unirono al suo gruppo insieme ad altri, formando una banda di 24 elementi in tutto. Per tre anni, vissero in caverne nei monti attorno alla capitale, avventurandosi di giorno per rubare e rifugiandosi di notte al coperto. Qualche tempo dopo, Kalakani si portò a Peshawar dove iniziò a vendere tè, dedicandosi sempre meno ai furti.
Dopo che la polizia britannica ebbe catturato uno dei suoi complici, si portò a Peshawar dove rimase per qualche tempo, sostenendosi nuovamente col furto. Kalakani ed il suo gruppo di banditi uccise inoltre Ghulam Ghaws Khan, governatore di Charikar.

### La rivolta

Mappa animata della guerra civile afghana del 1928-1929. In rosso i Saqqawisti, in blu gli anti-Saqqawisti. La mappa non mostra il conflitto tra sovietici e basmachi nell'Afghanistan settentrionale.

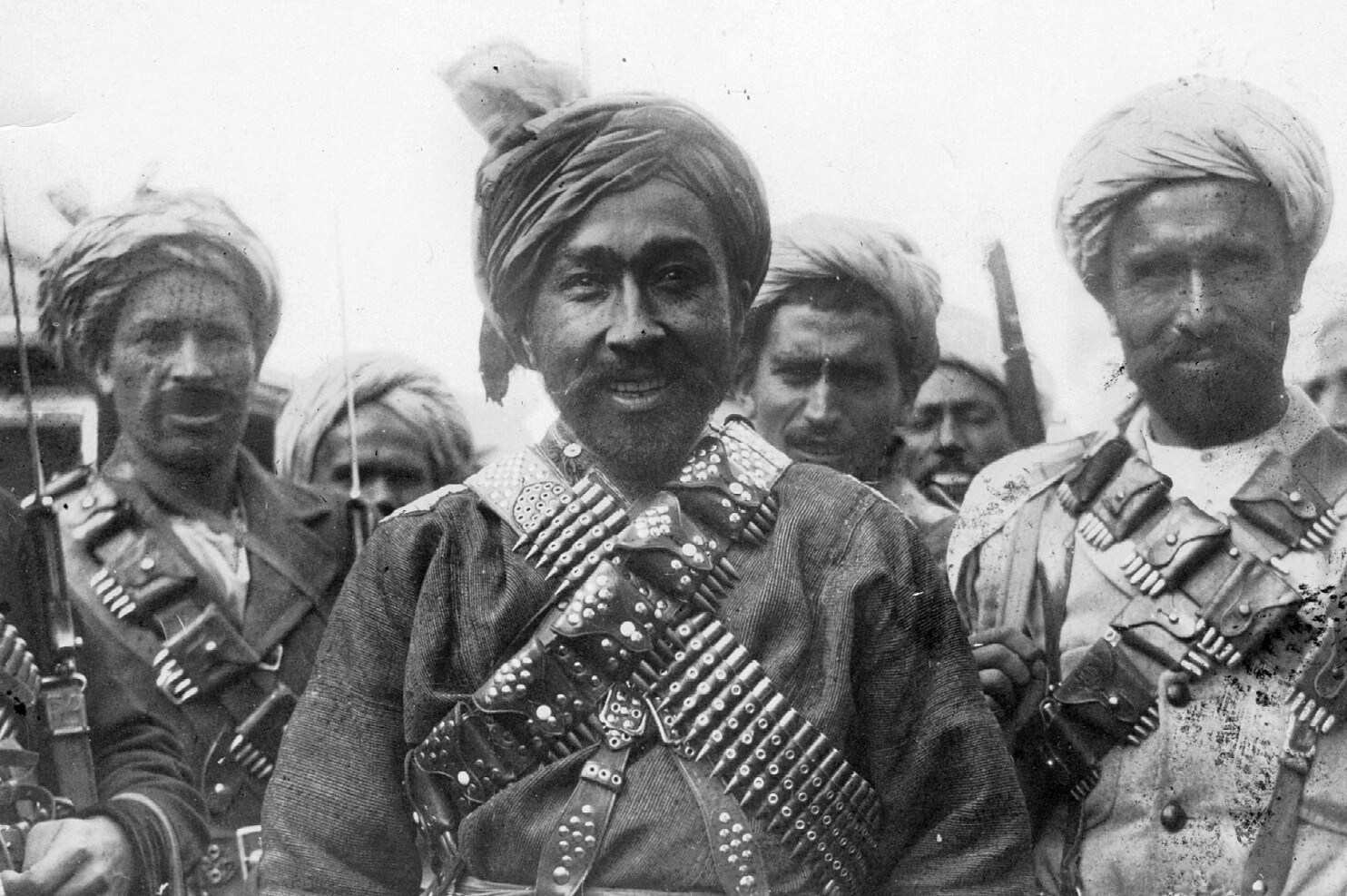
Habibullah Kalakānī con i suoi guerriglieri nel 1929

Col ritorno del sovrano dall'Europa, iniziò un periodo di riforme dell'Afghanistan e del suo governo che lasciarono molte fazioni sociali scontente perché lo spirito di ammodernamento di Amanullah andava a compromettere alcuni fondamenti delle tradizioni tipiche dell'Afghanistan. Kalakani colse l'occasione di questo malcontento per spingersi oltre le ordinarie ruberie alle quali si era dedicato sino a quel momento, iniziando a interessarsi di politica per puntare al raggiungimento della corona.
Mentre l'esercito nazionale afghano era impegnato in battaglia con le tribù ribelli Pashtun nelle province di Laghman e Nangarhar nella parte orientale del paese, i Saqqawisti, guidati da Kalakani, iniziarono ad attaccare da nord la città di Kabul che era stata lasciata scoperta. La rivolta che ne derivò gettò il regno nel bel mezzo di una guerra civile. Altre tribù selvagge del Waziristan circondarono la parte sud di Kabul, e le forze di Kalakāni si portarono nel cuore della capitale.
Nel bel mezzo della notte del 14 gennaio 1929, re Amanullah Khan cedette il regno a suo fratello minore Inayatullah Khan e fuggì da Kabul verso Kandahar a sud, temendo il linciaggio da parte della folla. Due giorni dopo, il 16 gennaio 1929, Kalakani scrisse una lettera al nuovo sovrano Inayatullah Khan intimandogli la resa o la guerra. Inayatullah rispose spiegando di non aver mai voluto divenire re e si accordò per abdicare, lasciando Habibullah a ricoprire la carica di sovrano.

### Il regno

La bandiera adottata da Habibullah Kalakānī

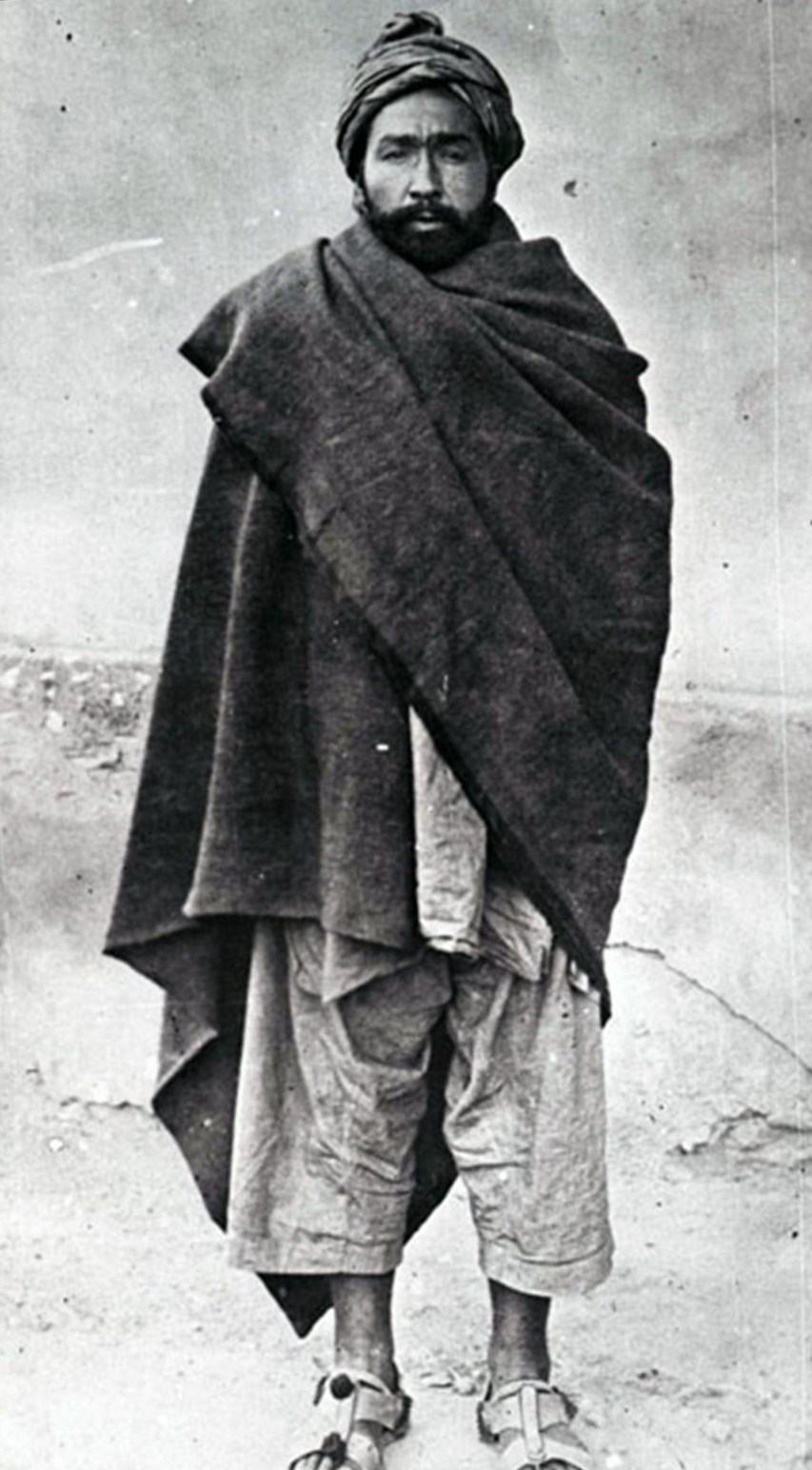
Habibullah Kalakānī in catene dopo la sua sconfitta e detronizzazione, poco prima della sua fucilazione

Habibullah si proclamò emiro dell'Afghanistan dal gennaio all'ottobre del 1929, rifiutando il titolo di "re" che egli giudicava troppo occidentale. Dopo aver deposto re Amānullāh Khān con l'aiuto di varie tribù Ghilji che si opponevano alla modernizzazione dell'Afghanistan messa in atto dal sovrano in quel periodo, si autoproclamò emiro dell'Afghanistan, ricostituì il vecchio emirato e si nominò "Habibullah Khadem-e DIN-e Rasūlallāh" ("il servitore della religione del messaggero di Dio").
Venne rovesciato dal trono e giustiziato per fucilazione il 3 novembre 1929 dall'esercito del futuro re Mohammed Nadir Shah con l'aiuto delle tribù afghane provenienti da tutto il Paese. Durante il suo breve regime Habibullah adottò una bandiera a tre bande verticali (rossa, nera e bianca), che era la stessa usata durante il periodo della dominazione mongola nel XIII secolo. Durante il regime fu anche introdotto in Afghanistan il burqa.
Il suo corpo venne sepolto in un mausoleo nascosto e tale rimase per 87 anni sino a quando una campagna di ricerca nel 2016 condotta da alcuni tagiki e studiosi ne ritrovò le spoglie per dargli una migliore sepoltura. Questo fatto creò una piccola crisi diplomatica dal momento che i tagichi, che consideravano Kalakani un devoto musulmano, erano desiderosi di seppellirlo sulla collina di Shahrara e per questo chiesero al presidente Ashraf Ghani gli onori di un funerale di stato. I Pashtun ed altri gruppi opposti a quanto Kalakani aveva fatto durante il suo breve regno, si opposero a tale intenzione, incluso il vicepresidente Abdul Rashid Dostum. Il sovrano venne infine seppellito dove previsto il 2 settembre 2016 dopo una serie di scontri che portarono alla morte di una persona e a quattro feriti.